# Interahamwe
El Interahamwe es un grupo paramilitar que se formó en Ruanda durante su guerra civil en el año 1991 de mano del partido político MRND (Movimiento Nacional para el Desarrollo) formada en su mayoría por personas de la etnia hutu. Intera deriva del verbo gutera que significa "trabajar", mientras que el vocablo Hamwe significa "juntos". El significado literal de la palabra Interhamwe es "Los que permanecen juntos", "Los que pelean juntos" o “Los que atacan juntos”.[cita requerida]
Se formaron originalmente como el ala juvenil del Movimiento Republicano Nacional por la Democracia y el Desarrollo, y contaron con el respaldo de los extremistas. Posteriormente estas fuerzas, junto con elementos de la Guardia Presidencial, fueron responsables de la muerte de cerca de 800.000 personas en el Genocidio de Ruanda en 1994 en contra de la etnia tutsi y los hutus moderados. 
El Interahamwe estuvo presidido por Robert Kajuga, mientras que Georges Rutaganda fue vicepresidente del mismo. 
Actualmente los Interahamwe y grupos disidentes como las Fuerzas Democráticas para la Liberación de Ruanda (FDLR) continúan librando una insurgencia contra Ruanda desde países vecinos, donde también participan en conflictos locales y terrorismo.